# Hajer Bahouri
Hajer Bahouri (Túnis, 30 de março de 1958) é uma matemática tunesiana-francesa, que trabalha com equações diferenciais parciais.
Foi palestrante convidada do Congresso Internacional de Matemáticos em Pequim (2002: com Jean-Yves Chemin, Quasilinear wave equations and microlocal analysis). Recebeu o Prêmio Paul Doistau-Émile Blutet de 2016.

## Obras
- com Jean-Yves Chemin, Raphaël Danchin: Fourier analysis and nonlinear partial differential equations, Grundlehren der mathematischen Wissenschaften 343, Springer 2011